# 쉬정
쉬정(중국어 간체자: 徐峥, 정체자: 徐崢, 병음: Xú Zhēng, 한자음: 서쟁, 1972년 4월 18일 ~ )은 중국의 영화 감독, 배우, 텔레비전 배우이다. 상하이시에서 태어나서 상하이 희극학원을 졸업했다. 2018년에 금마장 최우수 남우주연상을 수상했고 2019년에는 베이징 대학생 영화제 남우주연상을 수상했다.

## 방송
- 대남당훈
- 노파쾌포
- 이위당관

## 영화
- 나는 약신이 아니다 (2018년) - 청용 역
- 애쉬 (2018년)
- 막후완가 (2018년)
- 어쩌다 룸메이트 (2018년)
- 현장법사: 서유기의 시작 (2016년)
- 로스트 인 홍콩 (2015년)
- 브레이크업 버디즈 (2014년)
- 대최면술사 (2014년) - 쑤 역
- 모던 타임즈 (2013년)
- 일야경희 (2013년)
- 무인구 (2012년)
- 인재경도 지태경 : 로스트 인 타일랜드 (2012년)
- 위험한 상견례 (2012년)
- 대남당혼 (2012년)
- 황제와 나 (2011년)
- 희유기: 좌충우돌 서유기 (2010년)
- 인재경도 (2010년)
- 화성몰사 (2009년)
- 슈퍼마켓의 하룻밤 (2009년)
- 은메달리스트 (2009년)
- 콜 포 러브 2 (2008년)
- 콜 포 러브 (2007년)
- 제3개인 (2007년)
- 크레이지 스톤 (2006년)
- 이위당관 (2002년)